# Comb
A comb az állatok és emberek végtagjainak azon része mely a törzset és a következő ízületet köti össze. Ez a testrész főként a mozgást és alátámasztás szolgálja.

## Emberi comb

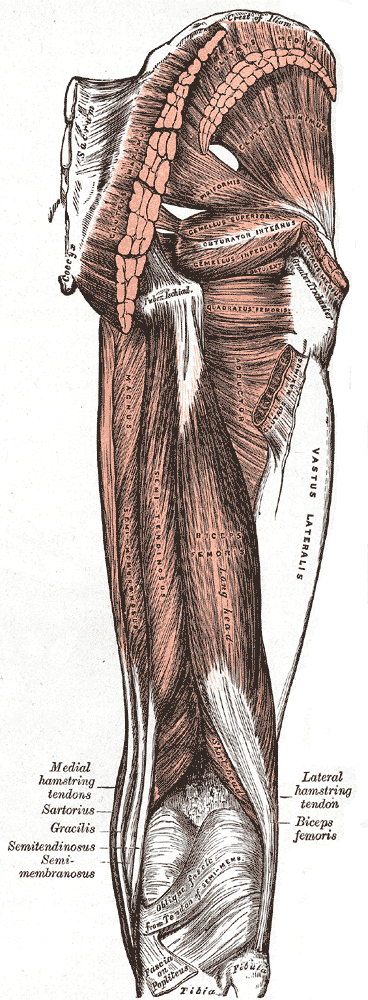
Az emberi comb izomzata

Az emberekben a comb az a terület, mely a medencecsont és a térd között helyezkedik el.

### Felépítése

#### Csontok
Az egyedüli csont a combban a combcsont. Ez egy vastag, erős csont, mely a csípőízületbe és a térdízületbe csatlakozik.

#### Izomzat
A combon, a térdízületre ható,  három jól elkülöníthető izomcsoportot találunk:
- az elülső oldalon a feszítő izmokat
- a hátsó oldalon a hajlító izmokat
- belül pedig a közelítő izmokat

Az izmok elhelyezkedése tehát fordított, mint a felkaron, ahol a hajlító izmok elöl és a feszítő izmok hátul vannak.

### Klinikai jelentősége
A comb gyengesége Gower-jelet produkálhat egy fiziológiai vizsgálaton.

## Állati comb

### Felépítése
Felépítése fajtól függően változhat.

### Jelentősége az ember számára
Az étkezési célra tartott állatok nagy részének combját (is) fogyasztjuk, mivel a mozgás funkcióját szolgálva hatalmas izomtömeg gyűlik fel rajta.